# Ігор Єличич
Ігор Єличич (серб. Igor Jeličić/Игор Јеличић, нар. 28 лютого 2000, Новий Сад) — сербський футболіст, захисник норвезького клубу «Крістіансунн». Виступав також за клуб «Воєводина».

## Клубна кар'єра
Ігор Єличич народився 2000 року в місті Новий Сад, та є вихованцем юнацької команди місцевого футбольного клубу «Воєводина». У 2020 році клуб віддав свого вихованця в річну оренду в іншу команду міста «Кабель», після якої Єличич повернувся до «Воєводини», після чого став основним гравцем захисту команди. З 2024 року футболіст грає у складі норвезького клубу «Крістіансунн».

## Виступи за збірні
У 2015 році Ігор Єличич дебютував у складі юнацької збірної Сербії, загалом на юнацькому рівні взяв участь у 12 іграх.